# Sergej Nabokov

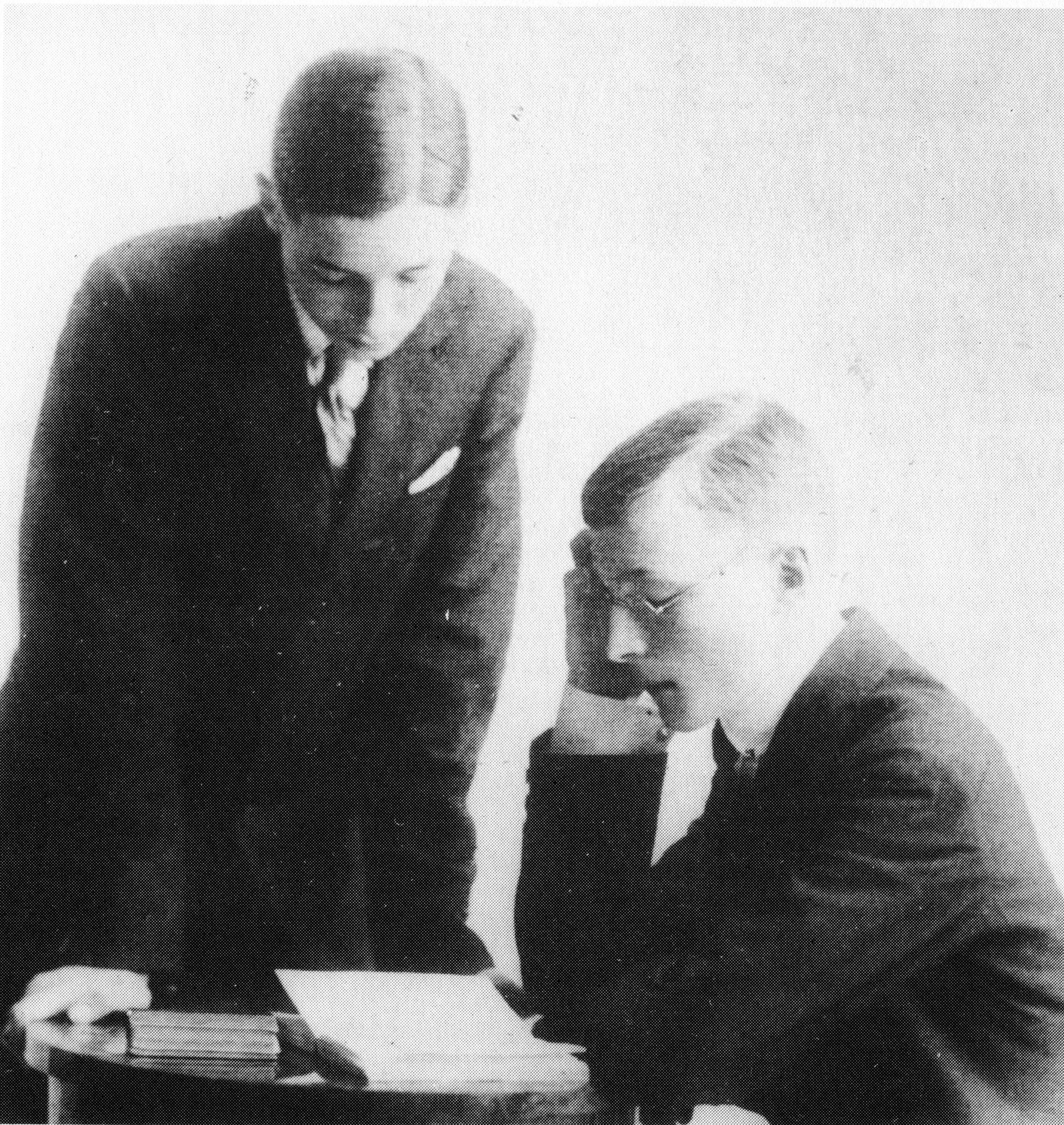
Vladimir Nabokov (stehend) und sein Bruder Sergej Nabokov in St. Petersburg 1916

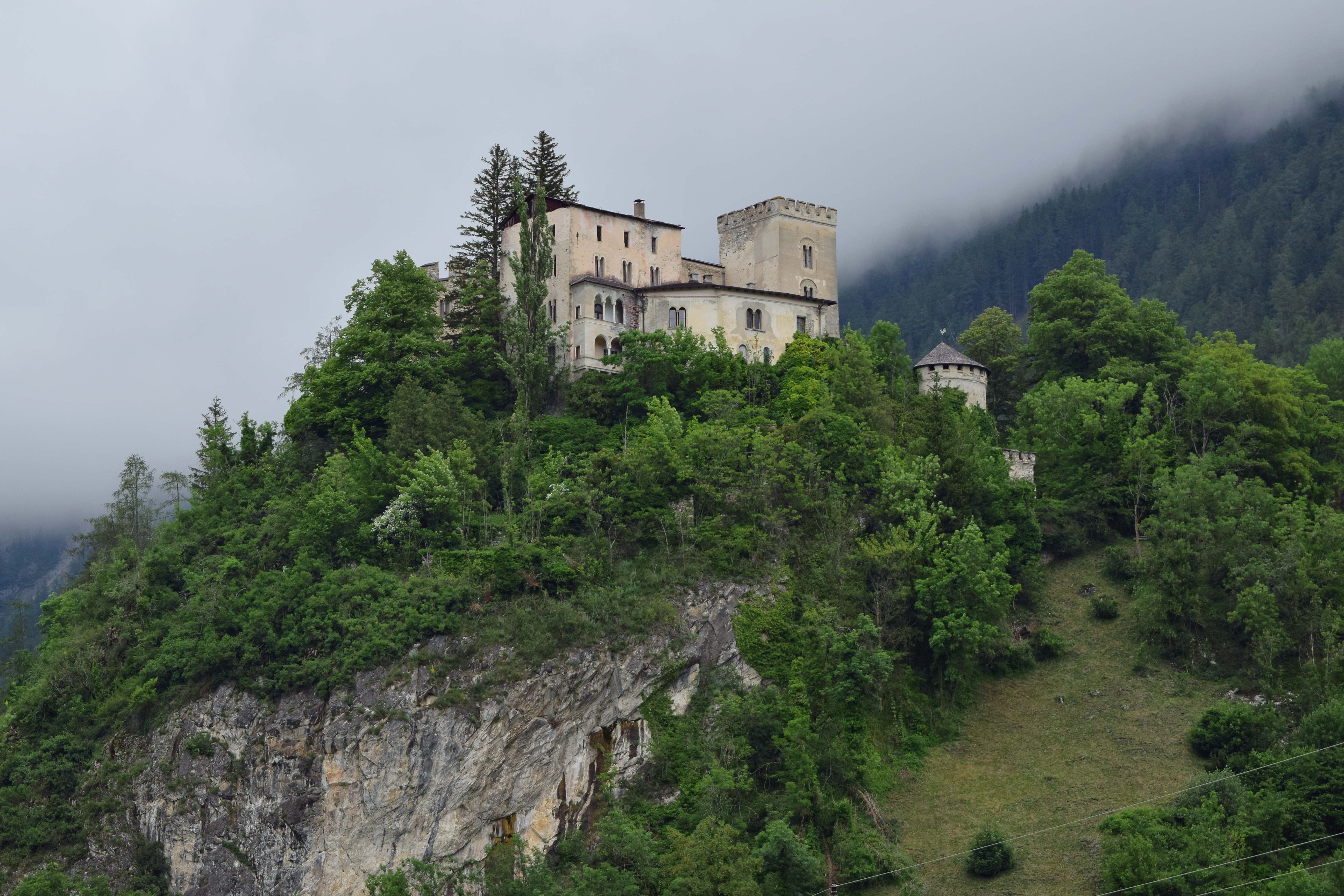
Schloss Weißenstein, Blick von Süden

Sergej Nabokov (russisch Сергей Владимирович Набоков Sergei Wladimirowitsch Nabokow, * 12. März 1900 in Sankt Petersburg; † 10. Januar 1945 im KZ Neuengamme) war ein russischer Übersetzer und ein jüngerer Bruder des Schriftstellers Vladimir Nabokov.

## Leben und Wirken
Sergej Nabokov wurde am 12. März 1900 in eine wohlhabende russische Familie in St. Petersburg geboren. Sein elf Monate älterer Bruder war der spätere Schriftsteller Vladimir Nabokov, der durch seinen Roman Lolita ab Mitte der 1950er Jahre weltberühmt wurde.
Nach der Oktoberrevolution floh die Familie Nabokov über Sewastopol, Griechenland und Marseille nach Großbritannien, wo sie im Mai 1919 eintraf. Sergej Nabokov studierte zunächst russische und französische Literatur in Oxford, dann in Cambridge. Nach dem Abschluss seines Studiums hielt er sich wiederholt in Berlin auf, wohin die Eltern in der Zwischenzeit gezogen waren. Hier lernte er unter anderem den Sexualwissenschaftler Magnus Hirschfeld (1868–1935) kennen, der in Kontakt mit Nabokovs Vater gestanden hatte, seit dieser im Jahrbuch für sexuelle Zwischenstufen 1903 einen Beitrag unter dem Titel „Die Homosexualität im Russischen Strafgesetzbuch“ veröffentlichte. Hirschfeld schrieb, es sei ihm eine besondere Freude gewesen, dem „charmanten“ Sergej Nabokov bei einer Feier aus Anlass des 25-jährigen Bestehens des Wissenschaftlich-humanitären Komitees (WhK) „persönlich die Hand drücken zu dürfen.“ 1922 zog Sergej Nabokov nach Paris, wo er in Künstlerkreisen verkehrte und als homosexueller Mann offen leben konnte. Zu seinen Freunden und Bekannten gehörten Jean Cocteau und Sergej Diaghilev sowie Gertrude Stein und Alice B. Toklas.
1915 hatte Vladimir Nabokov das Tagebuch seines jüngeren Bruders heimlich gelesen und den Eltern von den homosexuellen Wünschen und Phantasien Sergejs berichtet, was zu einem Zerwürfnis zwischen den Brüdern führte. Später näherten sie sich einander zwar wieder an, eine unbeschwerte Vertrautheit zueinander erlangten sie aber nie wieder.
In Frankreich war Sergej Nabokov vorübergehend mit dem polnischen Autor und Maler Józef Czapski (1896–1993) liiert. Die beiden wohnten zusammen in Châtillon, wenige Kilometer südwestlich des Pariser Stadtzentrums. Vermutlich ab den späten 1920er Jahren führte Nabokov dann aber eine Lebenspartnerschaft mit dem österreichischen Industriellensohn Hermann Thieme (1890–1971), und sie verbrachten wiederholt gemeinsam längere Zeit auf Schloss Weißenstein bei Innsbruck, das der Familie Thieme gehörte.

### Nach dem Beginn des Zweiten Weltkriegs
Nach dem Überfall der deutschen Wehrmacht auf Frankreich im Frühjahr 1940 blieb Sergej Nabokov in Paris, wo er als Übersetzer tätig war. Dank seiner umfassenden Sprachkenntnisse – er beherrschte Russisch, Englisch, Französisch und Deutsch fließend – fand er schließlich eine Stelle in dem Berliner Übersetzungsbüro „Dienststelle Vineta – Propagandadienst Ostraum e.V.“, das dem deutschen Reichsministerium für Volksaufklärung und Propaganda unterstellt war. Es produzierte unter anderem Rundfunksendungen.
Sergej Nabokov wurde 1941 erstmals wegen sogenannter „widernatürlicher Unzucht“ von der Gestapo in Österreich festgenommen, nach vier Monaten Kerkerhaft aber wieder freigelassen. Anschließend stand er unter ständiger Beobachtung. Aus den polizeilichen Unterlagen geht hervor, dass er am 3. März 1942 nach Berlin zog. In der Folge wohnte er hier unter mehreren Adressen. Eine seiner letzten Anschriften lautete Kaiserdamm 77 (Charlottenburg). Der Grund für Nabokovs zweite Verhaftung am 15. Dezember 1943 in Berlin ist bis heute unbekannt. Es wird vermutet, dass Nabokov, der aus seiner Sympathie für die Briten nie einen Hehl gemacht haben soll, von einem deutschen Kollegen wegen „staatsfeindlicher Äußerungen“ denunziert wurde. Nach anderen Quellen wurde Nabokov erneut wegen seiner Homosexualität verhaftet.
Sergej Nabokov wurde Ende 1943 zunächst ins Arbeitserziehungslager Wuhlheide und von dort am 7. April 1944 in das KZ Neuengamme bei Hamburg verschleppt, wo er die Häftlingsnummer 28631 erhielt. Er starb am 10. Januar 1945 an den Folgen der unmenschlichen Behandlung und den Bedingungen im Lager. Vier Monate später wurde das Lager Neuengamme befreit.

## Würdigungen
Sergej Nabokovs Bruder Vladimir war zeit seines Lebens von gewissen homophoben Einstellungen geprägt. Er erzählte erst in der dritten (revidierten und erweiterten) Auflage seiner Autobiografie Speak, Memory, die 1966 erschien, ausführlicher über den jüngeren Bruder und räumte hier ein, es falle ihm aus „mehreren Gründen […] ungewöhnlich schwer“, von ihm zu sprechen. Ihre Kindheiten hätten abgesehen von „zwei oder drei armseligen Abenteuern“ nur selten miteinander zu tun gehabt. Vladimir Nabokov schloss seine Erinnerungen an den Bruder mit den Worten: „Es ist dies eines jener Leben, die hoffnungslos ein verspätetes Etwas beanspruchen – Mitleid, Verständnis, egal was –, welches die bloße Anerkennung eines solchen Bedürfnisses weder zu ersetzen noch aufzuwiegen vermag.“
2010 legte der US-amerikanische Autor Paul Russell einen Roman unter dem Titel The unreal life of Sergey Nabokov vor, der 2017 auch in deutscher Übersetzung erschien.

## Weiterführende Literatur
- Vladimir Nabokov: Erinnerung, sprich. Wiedersehen mit einer Autobiographie. Reinbek bei Hamburg: Rowohlt 1995, S. 348–350.
- Dieter E. Zimmer: Nabokovs Berlin. München: Nicolai Verlag 2001.
- Andreas Sternweiler: Schreiben der Staatlichen Kriminalpolizei zu Sergej Nabokows Verhaftung am 15. Dezember 1943 [mit nebenstehendem Faksimile], in: Goodbye to Berlin? 100 Jahre Schwulenbewegung. Eine Ausstellung des Schwulen Museums und der Akademie der Künste, 17. Mai bis 17. August 1997 (Ausstellungskatalog). Berlin: Verlag rosa Winkel 1997, S. 189.

## Literarische Darstellungen
- Paul Russell: Das unwirkliche Leben des Sergej Nabokow. Hamburg: Edition Salzgeber im Männerschwarm Verlag 2017, ISBN 978-3-86300-500-9.